# Szedzsong (település)
Szedzsong (Sejong) az egykori Jongi (Yeongi) megye területén újonnan létrehozott, 2012. július 2-án megnyitott város Dél-Koreában, mely független önkormányzatú város (특별자치시, thukpjol-dzsacshi-si (teukbyeol-jachi-si)). Szöultól 120 km-re fekszik.

## Alapítása
A kormány tervei szerint Kongdzsu (Gongju)–Jongi (Yeongi) lett volna a helyszíne Dél-Korea tervezett új fővárosának, melynek építésére 45 milliárd amerikai dollárt kívántak költeni. Az alkotmánybíróság alkotmányellenesnek minősítette a főváros áthelyezését 2004-ben. Szedzsong (Sejong) végül részleges adminisztratív központként jött létre, mely 2015-ig 36 kormányhivatalnak adott otthont. Népessége 2013 júniusában 119 451 fő volt.

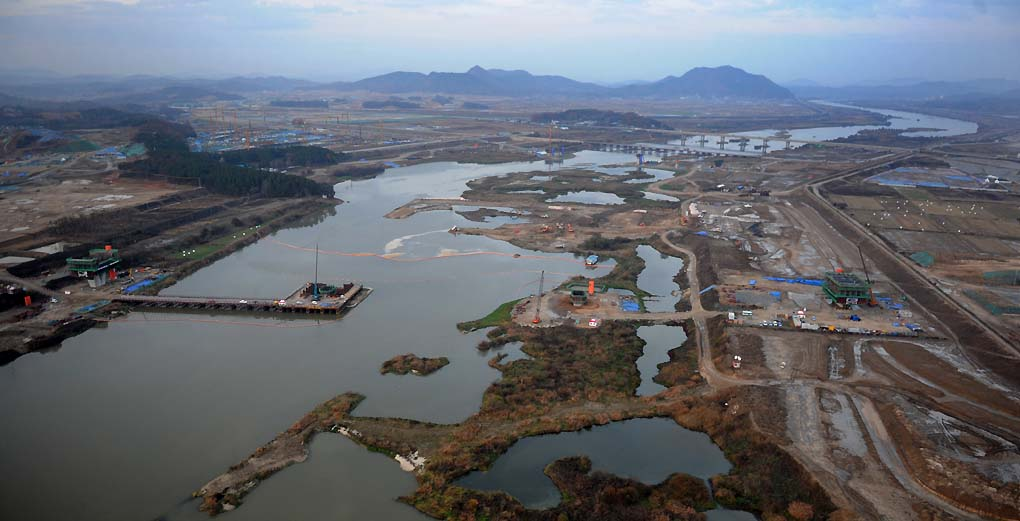
Szedzsong (Sejong) építése, 2009

## Közigazgatása
| Térkép               | #                              | Név      | Hangul   | Handzsa (Hanja) | Népesség (2013) |
| -------------------- | ------------------------------ | -------- | -------- | --------------- | --------------- |
|                      |                                |          |          |                 |                 |
| — Tongok (Dongok) —  |                                |          |          |                 |                 |
| 1                    | Hanszol-tong (Hansol-dong)     | 한솔동   | 扞率洞   | 20 745          |                 |
| — Upok (Eupok) —     |                                |          |          |                 |                 |
| 2                    | Csocshivon-up (Jochiwon-eup)   | 조치원읍 | 鳥致院邑 | 46 645          |                 |
| — Mjonok (Myeonok) — |                                |          |          |                 |                 |
| 3                    | Jongi-mjon (Yeongi-myeon)      | 연기면   | 燕岐面   | 2955            |                 |
| 4                    | Kunnam-mjon (Geunnam-myeon)    | 금남면   | 錦南面   | 10 415          |                 |
| 5                    | Csanggun-mjon (Janggun-myeon)  | 장군면   | 燕岐面   | 5259            |                 |
| 6                    | Pugang-mjon (Bugang-myeon)     | 부강면   | 芙江面   | 6853            |                 |
| 7                    | Jonszo-mjon (Yeonseo-myeon)    | 연서면   | 燕西面   | 7890            |                 |
| 8                    | Jondong-mjon (Yeondong-myeon)  | 연동면   | 燕東面   | 4081            |                 |
| 9                    | Csoni-mjon (Jeonui-myeon)      | 전의면   | 全義面   | 7229            |                 |
| 10                   | Csondong-mjon (Jeondong-myeon) | 전동면   | 全東面   | 4291            |                 |
| 11                   | Szodzsong-mjon (Sojeong-myeon) | 소정면   | 小井面   | 3088            |                 |